# (29298) 1993 SA14
(29298) 1993 SA14 là một tiểu hành tinh nằm ở rìa trong của vành đai chính. Nó được phát hiện bởi Henri Debehogne và Eric Walter Elst ở Đài thiên văn La Silla ở Chile ngày 16 tháng 9 năm 1993.